# Mariano Andrade
Mariano Andrade (Buenos Aires, 1760-ibíd. 1832) fue un abogado y legislador rioplatense. Fue miembro del Congreso que dio sanción a la Constitución Argentina de 1826.

## Biografía
Mariano José Andrade Díaz nació en 1760 en Buenos Aires, hijo del español José Ignacio Andrade y de Juana Josefa Díaz y Perafán y Rivera.
Obtuvo el título de bachiller en cánones en la Universidad de Charcas el 8 de febrero de 1788. Se graduó de abogado ante la Real Audiencia de Charcas el 28 de marzo de 1791.
Regresó a su ciudad natal donde en 1792 se matriculaba como abogado ante Real Audiencia de Buenos Aires. Adhirió a la Revolución de Mayo y se involucró en la política local. 
El 25 de agosto de 1819 fue designado por el director supremo José Rondeau junto con Juan José de Ezeyza Barragán (1765-1833), Francisco Cascallares, Diego de Zavaleta y Miguel Belgrano, para integrar una Comisión destinada a planificar y organizar el traslado masivo al interior del país de las familias porteñas en caso de concretarse el anunciado arribo de la expedición española que se organizaba en Cádiz, ataque que no se llevaría a cabo tras la sublevación encabezada por el general Rafael Riego.
Fue comisionado por la provincia de Buenos Aires para celebrar un convenio de paz con los gobernadores de Santa Fe y Córdoba y promover la convocatoria a un congreso a realizarse en la capital cordobesa.
Firmó el Tratado de Benegas el 24 de noviembre de 1820 junto con Matías Patrón como diputados por Buenos Aires, mientras lo suscribían por Santa Fe Juan Francisco Seguí y Pedro Tomás de Larrechea.
En 1821 integró el Cabildo de Buenos Aires como alcalde ordinario de primer voto, uno de los pocos abogados que desempeñó ese cargo. Sería el último año del cabildo porteño. Debilitado tras perder sus atribuciones militares a raíz de la sublevación de los tercios cívicos a fines de 1820, enfrentaba graves cuestionamientos por problemas de justicia y seguridad. La asunción como ministro de gobierno de Bernardino Rivadavia, los conflictos con el Cabildo de Luján, la sanción en agosto de 1821 de una ley instaurando una Sala de Representantes elegida por sufragio en representación de la ciudad y la campaña bonaerense en reemplazo de la anterior Junta, la petición de vecinos de Luján para suprimir su propio cabildo, serían sucesivos golpes. El 20 de noviembre de ese año Andrade encabezó las firmas de una nota reconviniendo a la Sala de Representantes y el 24 de diciembre se aprobó por amplia mayoría la extinción del cuerpo.
Andrade adhería al partido unitario y era persona de confianza de Bernardino Rivadavia. Pese a caer el cabildo, pasó a integrar la Sala de Representantes, fue elegido como primer presidente de la Caja de Descuentos e integró la comisión designada por Rivadavia para redactar la nueva constitución.
Una vez acordado el texto básico, el Congreso resolvió enviar ante los gobiernos provinciales representantes que pudieran «esclarecer a los hombres del interior acerca de las verdaderas intenciones de la asamblea y acerca del espíritu que animaba a la Constitución».
En razón de su participación en la firma del tratado de Benegas, Andrade fue elegido para presentar la constitución al gobierno santafesino.
El 13 de noviembre de 1826 solicitó y obtuvo licencia para retirarse del Congreso por 40 días. En la sesión del 25 de noviembre se resolvió formalmente enviarlo a Santa Fe. El 4 de diciembre se aprobó el manifiesto que acompañaría a la constitución sin la presencia de Andrade, quien se reintegró el 14 de diciembre.
Aprobada la constitución el 24 de diciembre, partió a cumplir su comisión. El 28 de diciembre elevaba una nota al presidente de la Legislatura santafesina. El 18 de enero se puso a consideración de la legislatura presidida por Urbano de Yriondo. El 22 de enero aún no habían resuelto lo que impulsó a Andrade a insistir.
Finalmente Andrade regresó a Buenos Aires y el 9 de febrero presentó un informe preliminar y un oficio del gobernador de Santa Fe. La gestión había sido infructuosa.
El 8 de mayo Santa Fe resolvió rechazar la constitución. El 12 de mayo la Junta de Representantes de esa provincia, presidida ahora por Gregorio Echagüe, lo comunicaba al Congreso. Manifestaba que había «permanecido en silencio no obstante la marcha observada desde los primeros pasos por el Soberano Congreso General Constituyente, saliendo del círculo de sus atribuciones en la capitalisacion de Buenos Ayres, nombramiento de Presidencia permanente, establecimiento de Banco Nacional, y otras medidas», pero el texto finalmente aprobado no podía ser convalidado.
Santa Fe consideraba inadmisible «la forma de unidad de régimen (unitarismo), por ser contraria al voto de la provincia y por no presentar menor garantía a la libertad, inmunidad y pureza de la religión Católica Apostólica y Romana».
Rechazada así la constitución, Santa Fe se declaraba independizada del Congreso y de toda autoridad exterior y consideraba finalizado el mandato de sus diputados. Manifestaba solo que continuaría apoyando la guerra con el Brasil.
Al constituirse en el seno del Congreso las comisiones permanentes de Negocios Constitucionales, Legislación, Hacienda, Guerra y Peticiones, Andrade se incorporó a esta última. El 31 de julio de 1827 fue elegido con 12 votos como vicepresidente 2º del cuerpo (José María Roxas, diputado también por la Capital fue elegido presidente, y como vicepresidente 1º el representante de la Banda Oriental Silvestre Blanco).
Andrade ejerció la presidencia del Banco Nacional entre 1829 y 1832, año en el que falleció en Buenos Aires.
Había contraído matrimonio con Narcisa Bernabela Farías y Bustamante, con quien tuvo dos hijos: María Catalina Andrade Farías (madre de Miguel Cané) y José Ignacio Andrade Farías (1795-1867). Estuvo vinculado a la Asociación de Estudios Históricos y Sociales fundada en 1832 por Vicente Fidel López y Miguel Cané, su nieto, en su casa de la calle Balcarce y Moreno.
Cuando se cerró el Colegio de Ciencias Morales el 28 de septiembre de 1830, Andrade dio albergue allí al joven Juan Bautista Alberdi, amigo de Miguel Cané.